# نادي غرينوك مورتون
نادي غرينوك مورتون هو نادي كرة قدم بريطاني أٌسس عام 1874. يلعب النادي في دوري كرة القدم الإسكتلندي الدرجة الأولى ‏.